# Cheonan
Cheonan (Cheonan-si; 천안시; 天安市), è una città della provincia sudcoreana del Sud Chungcheong.